# 卡莱因·斯豪滕斯
卡莱因·斯豪滕斯（荷蘭語：Carlijn Schoutens，1994年12月12日—），美国女子速度滑冰运动员。她曾代表美国参加2018年冬季奥林匹克运动会速度滑冰比赛，获得女子团体追逐赛铜牌。